# 2025年NBA總決賽
2025年NBA總決賽（英語：2025 NBA Finals）是2024-25賽季的冠軍系列賽，將由2025年6月5日至6月22日進行，由東區第四種子印第安納步行者對戰西區第一種子奧克拉荷馬雷霆，比賽採用七戰四勝制2-2-1-1-1的形式，例行賽戰績較佳的奧克拉荷馬雷霆有多一場主場優勢。
此次總決賽是2012年後（1998年以來第四次），再度沒有西區球隊來自加利福尼亞州及德克薩斯州。

## 賽事看點
- 奧克拉荷馬雷霆為相隔13年第2度闖進總決賽，並於2025年以「第一種子」進入；球隊前身西雅圖超音速歷史一概不作計算。
- 印第安納溜馬為相隔25年第2度闖進總決賽，並於2025年以「第四種子」進入，兩隊皆未有奪冠紀錄。

## 晉級總決賽之路
| 步行者（東區聯盟冠軍）                                         | 步行者（東區聯盟冠軍） | 賽事       | 雷霆（西區聯盟冠軍）                                       | 雷霆（西區聯盟冠軍） |
| -------------------------------------------------------------- | ---------------------- | ---------- | ---------------------------------------------------------- | -------------------- |
| 50勝-32敗（勝率 .610） 中央組第2名，東區第4名，全聯盟並列第3名 | 例行賽                 | 例行賽     | 68勝-14敗（勝率 .829） 西北組第1名，西區第1名，全聯盟第1名 |                      |
| 4-1擊敗密爾瓦基公鹿                                            | 第一輪                 | 第一輪     | 4-0橫掃曼菲斯灰熊                                          |                      |
| 4-1擊敗克里夫蘭騎士                                            | 分區準決賽             | 分區準決賽 | 4-3擊敗丹佛金塊                                            |                      |
| 4-2擊敗紐約尼克                                                | 分區決賽               | 分區決賽   | 4-1擊敗明尼蘇達森林狼                                      |                      |

### 例行賽對戰
| 2024年12月26日 |

| 賽事回顧 |

| 俄克拉何馬城雷霆 120–114 印第安纳步行者 |

| 2025年3月29日 |

| 賽事回顧 |

| 印第安纳步行者 111–132 俄克拉何馬城雷霆 |

## 賽事簡表
| 賽事   | 日期          | 客隊           | 比數    | 主隊           |
| ------ | ------------- | -------------- | ------- | -------------- |
| 第一場 | 2025年6月5日  | 印第安納步行者 | 111–110 | 奧克拉荷馬雷霆 |
| 第二場 | 2025年6月8日  | 印第安納步行者 | 107–123 | 奧克拉荷馬雷霆 |
| 第三場 | 2025年6月11日 | 奧克拉荷馬雷霆 | 107–116 | 印第安納步行者 |
| 第四場 | 2025年6月13日 | 奧克拉荷馬雷霆 | 111–104 | 印第安納步行者 |
| 第五場 | 2025年6月16日 | 印第安納步行者 | 109–120 | 奧克拉荷馬雷霆 |
| 第六場 | 2025年6月19日 | 奧克拉荷馬雷霆 | 91–108  | 印第安納步行者 |
| 第七場 | 2025年6月22日 | 印第安納步行者 | 91–103  | 奧克拉荷馬雷霆 |

## 比賽概要

### 第一場
| 6月5日 8:30p.m. |

| 比賽數據 |

| 印第安納溜馬 111–110 奧克拉荷馬雷霆                                                               |  |                                                                                             |
| 每節分數： 20–29、25–28、31–28、35–25                                                             |  |                                                                                             |
| 得分： 帕斯卡·席亞康（19） 篮板： 邁爾斯·透納（12） 助攻： 泰里斯·哈利伯頓/安德魯·內姆布哈德（6） |  | 得分： 謝伊·吉爾傑斯-亞歷山大（38） 篮板： 以赛亚·哈尔滕施泰因（9） 助攻： 傑倫·威廉斯（6） |
| 溜馬取得系列賽1–0領先                                                                             |  |                                                                                             |

### 第二場
| 6月8日 8:00p.m. |

| 比賽數據 |

| 印第安納溜馬 107–123 奧克拉荷馬雷霆                                                             |  | |
| 每節分數： 20–26、21–33、33–34、33–30                                                           |  | |
| 得分： 泰里斯·哈利伯頓（17） 篮板： 帕斯卡·席亞康（7） 助攻： 泰里斯·哈利伯頓/T·J·麥康奈爾（6） |  | 得分： 謝伊·吉爾傑斯-亞歷山大（34） 篮板： 以赛亚·哈尔滕施泰因（8） 助攻： 謝伊·吉爾傑斯-亞歷山大（8） |
| 系列賽1–1平手                                                                                   |  | |

### 第三場
| 6月11日 8:30p.m. |

| 比賽數據 |

| 奧克拉荷馬雷霆 107–116 印第安納溜馬                                                                    |  |                                                                                         |
| 每節分數： 32–24、28–40、29–20、18–32                                                                  |  |                                                                                         |
| 得分： 傑倫·威廉斯（26） 篮板： 切特·霍姆格伦（10） 助攻： 謝伊·吉爾傑斯-亞歷山大/亞歷克斯·卡魯索（4） |  | 得分： 班尼迪克特·馬圖林（27） 篮板： 泰里斯·哈利伯頓（9） 助攻： 泰里斯·哈利伯頓（11） |
| 溜馬取得系列賽2–1領先                                                                                  |  |                                                                                         |

### 第四場
| 6月13日 8:30p.m. |

| 比賽數據 |

| 奧克拉荷馬雷霆 111–104 印第安納溜馬                                                    |  |                                                                                  |
| 每節分數： 34–35、23–25、23–27、31–17                                                  |  |                                                                                  |
| 得分： 謝伊·吉爾傑斯-亞歷山大（35） 篮板： 切特·霍姆格伦（15） 助攻： 傑倫·威廉斯（3） |  | 得分： 帕斯卡·席亞康（20） 篮板： 亞倫·內史密斯（9） 助攻： 泰里斯·哈利伯頓（7） |
| 系列賽2–2平手                                                                          |  |                                                                                  |

### 第五場
| 6月16日 8:30p.m. |

| 比賽數據 |

| 印第安納溜馬 109–120 奧克拉荷馬雷霆                                                  |  |                                                                                         |
| 每節分數： 22–32、23–27、34–28、30–33                                                |  |                                                                                         |
| 得分： 帕斯卡·席亞康（28） 篮板： 班尼迪克特·馬圖林（8） 助攻： 泰里斯·哈利伯頓（6） |  | 得分： 傑倫·威廉斯（40） 篮板： 切特·霍姆格伦（11） 助攻： 謝伊·吉爾傑斯-亞歷山大（10） |
| 雷霆取得系列賽3–2聽牌                                                                |  |                                                                                         |

### 第六場
| 6月19日 8:30p.m. |

| 比賽數據 |

| 奧克拉荷馬雷霆 91–108 印第安納溜馬                                                    |  |                                                                            |
| 每節分數： 25–28、17–36、18–26、31–18                                                 |  |                                                                            |
| 得分： 謝伊·吉爾傑斯-亞歷山大（21） 篮板： 切特·霍姆格伦（6） 助攻： 阿傑·米切爾（4） |  | 得分： 奧比·托平（20） 篮板： 帕斯卡·席亞康（13） 助攻： T·J·麥康奈爾（6） |
| 系列賽3–3平手                                                                         |  |                                                                            |

### 第七場
| 6月22日 8:00p.m. |

| 比賽數據 |

| 印第安納溜馬 91–103 奧克拉荷馬雷霆                                                          |  | |
| 每節分數： 22–25、26–22、20-34、23–22                                                       |  | |
| 得分： 班尼迪克特·馬圖林（24） 篮板： 班尼迪克特·馬圖林（13） 助攻： 安德鲁·内姆布哈德（6） |  | 得分： 謝伊·吉爾傑斯-亞歷山大（29） 篮板： 以赛亚·哈尔滕施泰因（9） 助攻： 謝伊·吉爾傑斯-亞歷山大（12） |
| 雷霆4–3擊敗溜馬 奪得2025年NBA總冠軍                                                         |  | |

## 外部連結
- 2025年NBA總決賽官方網站 （页面存档备份，存于）（英文）